# Gamma Trianguli Australis
 Gamma Trianguli Australis  is een ster in het sterrenbeeld Zuiderdriehoek. De ster vormt samen met Alpha Trianguli Australis en Beta Trianguli Australis, de driehoek in het sterrenbeeld zuiderdriehoek en is na deze twee sterren de helderste ster in het sterrenbeeld. De ster is een hoofdreeksster.